# Geheimnis eines Lebens
Geheimnis eines Lebens (Originaltitel Red Joan) ist ein britisches Filmdrama von Trevor Nunn, das am 7. September 2018 beim Toronto International Film Festival seine Weltpremiere feierte. Erzählt wird im Wechsel zwischen Jetztzeit und Rückblenden die Geschichte der britischen Rentnerin Joan Stanley, die im hohen Alter als ehemalige Spionin des KGB entlarvt wurde. Der Film basiert auf dem von Jennie Rooney geschriebenen gleichnamigen Roman, der wiederum vom Fall Melita Norwood inspiriert wurde. Der Film kam am 19. April 2019 in die Kinos im Vereinigten Königreich und am 4. Juli 2019 in die deutschen Kinos.

## Handlung
Im Mai 2000 wird die 80-jährige pensionierte Wissenschaftlerin Joan Stanley in ihrer Londoner Wohnung unter dem Vorwurf eines viele Jahre zurückliegenden Hochverrats festgenommen. Im Verhör durch Beamte der Spionageabwehr bestreitet sie jegliche Schuld, erzählt aber ihre Geschichte.
Joan studiert vor dem Zweiten Weltkrieg in Cambridge Physik und wird dort von ihrer Kommilitonin Sonya in einen Kreis politisch engagierter Studenten und Aktivisten eingeführt, die die Republikaner in Spanien unterstützen und von einer klassenlosen kommunistischen Gesellschaft träumen. Sonya und ihr Cousin Leo sind Juden mit russischen Wurzeln, aus dem nationalsozialistischen Deutschland nach England geflüchtet. Joan verliebt sich in den abenteuerlustigen Idealisten Leo, der offen mit der Sowjetunion sympathisiert.
Während des Zweiten Weltkriegs wird Joan zur Mitarbeit in Tube Alloys eingeladen, ein von Professor Max Davis geleitetes Geheimprojekt, das Grundlagenforschung zur Kernspaltung betreibt und dem Manhattan-Projekt zuarbeitet. Sie verpflichtet sich gemäß dem Official Secrets Act zu absoluter Verschwiegenheit und leistet wertvolle Beiträge zur Forschungsarbeit und deren Kommunikation mit führenden Politikern. Leo erfährt von ihrer Tätigkeit und drängt sie, die russische Seite an den Erkenntnissen ihrer Arbeit teilhaben zu lassen, doch sie weigert sich entschieden und trennt sich schließlich von ihm.
Als aber Berichte der Atombombenabwürfe auf Hiroshima und Nagasaki durch die Medien gehen, deren hohe Opferzahlen und gewaltige Zerstörungskraft sie zutiefst erschrecken, hinterfragt sie ihre loyale Einstellung und kommt zu dem Schluss, dass auch die Sowjets die Atombombe haben müssen, um per Gleichgewicht des Schreckens zu verhindern, dass die westlichen Nachkriegsmächte einen neuen und dann nuklear geführten Krieg beginnen. So wird sie vordergründig zur Verräterin, in ihrer eigenen Wahrnehmung jedoch zu einer Friedensstifterin.
Auch ihr eigener Sohn, den die 80-jährige Joan darum bittet, sie gegebenenfalls vor Gericht zu verteidigen, ist zunächst entsetzt über den Verrat seiner Mutter und weigert sich. Erst als er am Schluss ihre klare Stellungnahme für den Frieden und das aktive Verhindern einer einseitigen nuklearen Bewaffnung hört, stellt er sich auf ihre Seite. Nach Aufklärung des Sachverhalts verzichtet die britische Regierung angesichts von Joans fortgeschrittenem Alter auf eine Strafverfolgung.

## Realhistorischer Hintergrund
Der Film erzählt die fiktive Geschichte einer Joan Stanley, die als britische Spionin des KGB entlarvt wurde, und basiert auf einem (ebenfalls fiktiven) Roman von Jennie Rooney aus dem Jahr 2014. Die Inspiration für die Romanvorlage lieferte der reale Fall Melita Norwood.

## Produktion

Zu den Drehorten zählten das Senate House und das Gonville and Caius College in Cambridge

Regie führte Trevor Nunn. Die Adaption von Rooneys Roman für das Drehbuch erfolgte durch Lindsay Shapero. Die Filmmusik komponierte George Fenton.
Sophie Cookson spielt die junge Joan Stanley während ihrer Studienzeit in Cambridge und ihrer Arbeit im Geheimprojekt. Später – als nunmehr über 80-jährige Frau zu Beginn des neuen Jahrtausends – wird Stanley von Judi Dench gespielt. Tereza Srbová spielt Sonya, Tom Hughes deren Cousin Leo Galich und Stephen Campbell Moore Max Davis – den Leiter des Geheimprojekts –, der Joans neuer Geliebter wird. Ben Miles ist in der Rolle von Joan Stanleys Sohn Nick zu sehen.
Die Dreharbeiten fanden von November bis Dezember 2017 in Cambridge statt, so in der innerstädtischen St John’s Street, vor dem Senate House und dem Gonville and Caius College. Die Gartenszenen wurden im Newnham College vor der College Hall sowie am Flussufer im St. John’s College gedreht.
Seine Weltpremiere hatte der Film am 7. September 2018 beim Toronto International Film Festival. Hiernach sicherte sich IFC Films die nordamerikanischen Vertriebsrechte. Im Herbst 2018 erfolgte eine Vorstellung beim Zurich Film Festival. Am 19. April 2019 kam er in die Kinos im Vereinigten Königreich und am 4. Juli 2019 in jene Deutschlands.
Die deutsche Synchronisation entstand nach der Dialogregie von Nana Spier im Auftrag der Berliner Scalamedia GmbH. Wie in fast allen neueren Filmen leiht Kerstin de Ahna Dench in der Rolle von Joan Stanley ihre Stimme und Maria Hönig der von Cookson gespielten jüngeren Version Stanleys. Florian Clyde spricht in der deutschen Fassung Leo Galich.

## Kritik
Rotten Tomatoes – wo der Film lediglich eine Positiv-Quote von 30 % bei den Kritikern erreicht – ist der Ansicht, dass „eine faszinierende wahre Geschichte in ‚Red Joan‘ so verblüffend langweilig dargeboten wird, dass das unglaubliche Intrigenspiel der Erzählung ebensowenig zur Geltung kommt wie das großartige Talent von Judi Dench“.

## Auszeichnungen
Toronto International Film Festival 2018
- Nominierung für den People’s Choice Award (Trevor Nunn)